# Litteraturåret 1992

## Händelser

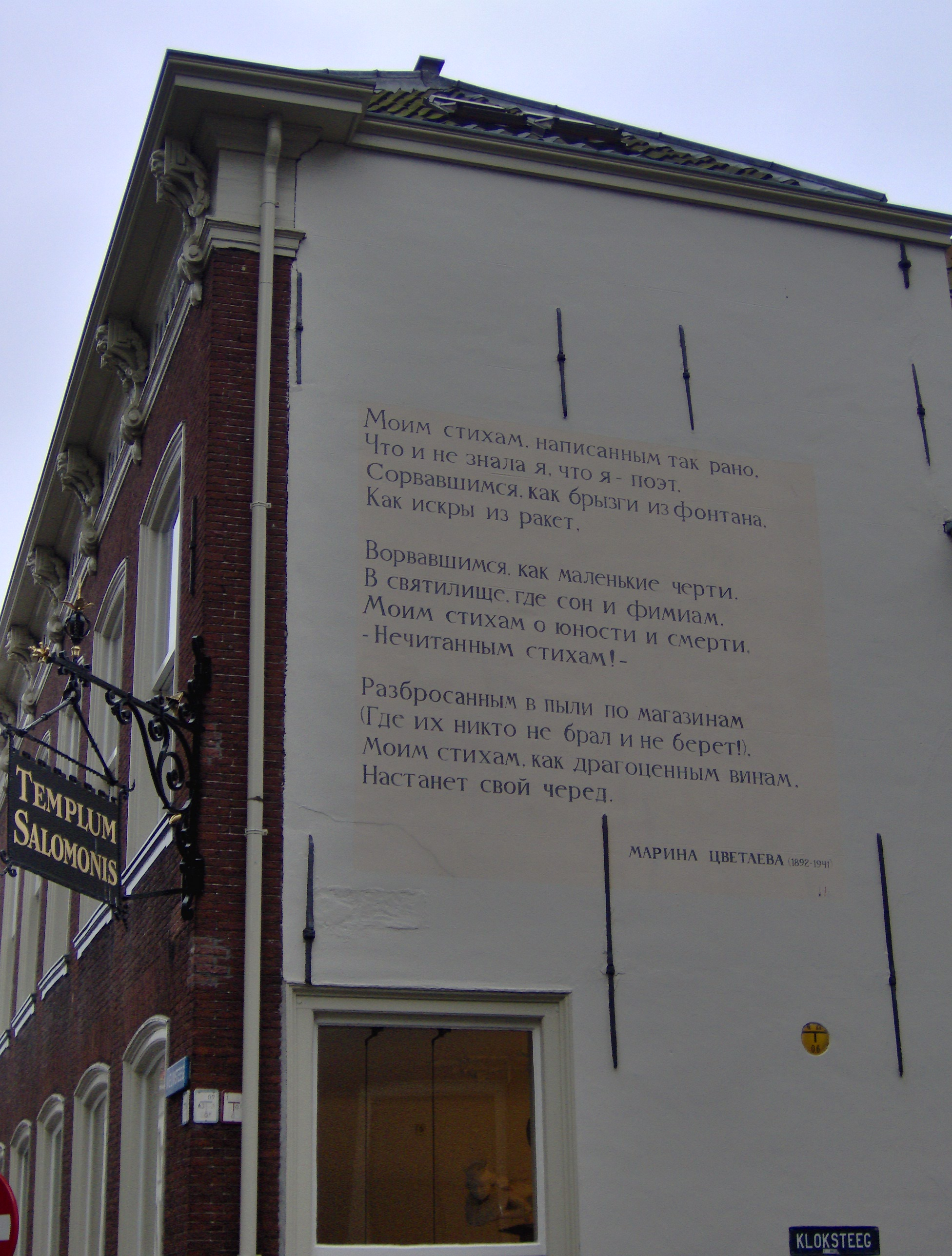
Marina Tsvetajevas Моим стихам (Mina verser) var den första dikten att pryda en husvägg i Leiden 1992.

- Katarina Frostenson blir invald i Svenska Akademien.
- Den första väggdikten färdigställs i den holländska staden Leiden inom ramen för ett väggdiktsprojekt 1992–2005.

## Priser och utmärkelser
- Nobelpriset – Derek Walcott, Saint Lucia[1]
- Augustpriset
  - Skönlitteratur – Niklas Rådström för Medan tiden tänker på annat
  - Facklitteratur – Gunnar Broberg m.fl för Gyllene äpplen
  - Barn- och ungdomslitteratur – Peter Pohl och Kinna Gieth för Jag saknar dig, jag saknar dig!
- ABF:s litteratur- & konststipendium – P.O. Enquist
- Aftonbladets litteraturpris – Ann Jäderlund
- Alf Henrikson-priset – Gunnar Brusewitz
- Aniarapriset – Werner Aspenström
- Astrid Lindgren-priset – Sven Christer Swahn
- Bellmanpriset – Gunnar Harding
- BMF-plaketten – Peter Kihlgård för Strandmannen
- BMF-Barnboksplaketten – Olof och Lena Landström för Nisse på stranden
- Dan Andersson-priset – Bengt Emil Johnson
- De Nios Stora Pris – Göran Tunström
- De Nios Vinterpris – Carl-Erik af Geijerstam, Björner Torsson och Björn Håkanson
- Doblougska priset – Tobias Berggren och Göran Printz-Påhlson, Sverige samt Arnold Eidslott och Øystein Lønn, Norge
- Elsa Thulins översättarpris – Birgitta Hammar
- Erik Lindegren-priset – Ann Jäderlund
- Friedenspreis des Deutschen Buchhandels – Amos Oz
- Gerard Bonniers pris – Sven Delblanc
- Gerard Bonniers lyrikpris – Lars Lundkvist
- Goncourtpriset – Patrick Chamoiseau för Texaco
- Gun och Olof Engqvists stipendium – Göran Tunström
- Gustaf Fröding-sällskapets lyrikpris – Bengt Anderberg
- Göteborgs-Postens litteraturpris – Tua Forsström
- Hedenvind-plaketten – Mary Andersson
- Ivar Lo-priset – Sara Lidman
- Katapultpriset – Karin Bellman för En dag som den här
- Kellgrenpriset – Sune Örnberg
- Lars Ahlin-stipendiet – Björn Ranelid
- Letterstedtska priset för översättningar – Staffan Dahl för översättningen av Dostojevskijs Onda andar
- Lotten von Kræmers pris – Torsten Ekbom
- Lundequistska bokhandelns litteraturpris – Gun Björkman
- Moa-priset – Kerstin Engman
- Neustadtpriset – João Cabral de Melo Neto, Brasilien
- Nils Holgersson-plaketten – Viveca Sundvall
- Nordiska rådets litteraturpris – Fríða Á. Sigurðardóttir, Island för romanen Meðan nóttin liður (Medan natten lider)
- Petrarca-Preis – Michael Hamburger
- Pilotpriset – Lars Forssell
- Schückska priset – Gunnar Ollén
- Signe Ekblad-Eldhs pris – Kristina Lugn och Björner Torsson
- Stiftelsen Selma Lagerlöfs litteraturpris – Tove Jansson
- Stig Carlson-priset – Bodil Malmsten
- Studieförbundet Vuxenskolans författarpris – Nicke Sjödin
- Svenska Akademiens nordiska pris – Thor Vilhjálmsson, Island
- Svenska Akademiens tolkningspris – Marc de Gouvenain
- Svenska Akademiens översättarpris – Marianne Sandels
- Svenska Dagbladets litteraturpris – Sigrid Combüchen för Korta och långa kapitel
- Sveriges Radios Lyrikpris – Birgitta Lillpers
- Tegnérpriset – Madeleine Gustafsson
- Tidningen Vi:s litteraturpris – Rose Lagercrantz
- Tollanderska priset – Mikael Enckell
- Tucholskypriset – Salman Rushdie, Indien/Storbritannien
- Östersunds-Postens litteraturpris – Åke Lundgren
- Övralidspriset – Peter Nilson

## Nya böcker

### A – G
- Amen härregud! av Lennart Hellsing[2]
- Berts bekännelser av Anders Jacobsson och Sören Olsson[3]
- Berättelser från dom av Katarina Frostenson
- Bilder. Fyra herdabrev om bild och verklighet av Jan Arvid Hellström
- Deliria av Mare Kandre
- Det står en pöbel på min trapp av Mats Söderlund
- Dolores Claiborne av Stephen King
- Dråpslaget av Björn Hellberg
- Edith av Ernst Brunner
- En brakbåt till Eddie av Viveca Lärn[4].
- En komikers uppväxt av Jonas Gardell[2]
- En lysande marknad av P.C. Jersild
- Farornas väg av Robert Jordan
- Fredrik Matsson flyttar av George Johansson

### H – N
- Homerisk hemkomst: Två essäer om Iliaden och Odysséen av Sven Delblanc
- Hundarna i Riga av Henning Mankell[2]
- I stort sett menlös av Douglas Adams
- Ingen mans land av Jan Guillou
- Jag saknar dig, jag saknar dig! av Peter Pohl och Kinna Gieth
- Kan du vissla Johanna av Ulf Stark
- Korta och långa kapitel av Sigrid Combüchen
- Malmöligan : en originalantologi, poesiantologi
- Mera monster, Alfons! av Gunilla Bergström[5]
- Midas hand av Jan Mårtenson
- Naturen som fotomotiv av Terje Hellesø
- När Västerlandet trädde fram av Jan Myrdal och Gun Kessle
- Sunes jul av Anders Jacobsson och Sören Olsson[6]

### O – U
- Le Premier siècle après Béatrice av Amin Maalouf
- Rymdljus av Peter Nilson
- Schampoplaneten av Douglas Coupland
- Shannaras alvdrottning av Terry Brooks
- Språket som artefakt av Willy Kyrklund
- Strandmannen av Peter Kihlgård
- Så var det sagt av Lars Gyllensten
- Tidens ålder av Jan Myrdal
- Tuva-Lisa av Anders Jacobsson och Sören Olsson[7]
- Utrota varenda jävel av Sven Lindqvist[2]

### V – Ö
- Vandrande stjärna av Jean-Marie Gustave Le Clézio
- Var inte rädd av Torbjörn Säfve
- Wednesday's Child av Peter Robinson
- Äldreomsorgen i Övre Kågedalen av Nikanor Teratologen[2]
- Ödets fullbordan av David Eddings

## Födda
- 30 oktober – Édouard Louis, fransk författare.

## Avlidna
- 10 februari – Alex Haley, 70, amerikansk författare.
- 6 april – Isaac Asimov, 72, rysk-amerikansk författare.
- 21 april – Väinö Linna, 71, finländsk författare.
- 23 april – Anderz Harning, 54, svensk journalist och författare.
- 9 oktober – Per Olof Sundman, 70, svensk författare och politiker (centerpartist), ledamot av Svenska Akademien 1975–1992.
- 15 december – Sven Delblanc, 61, svensk författare.

### Fotnoter
1. ↑  ”Nobelpriset i litteratur”. https://www.nobelprize.org/prizes/lists/all-nobel-prizes-in-literature/. Läst 20 mars 2011.
2. 1 2 3 4 5  Gradvall, Nordström, Nordström, Rabe, Jan, Björn, Ulf, Anina. Tusen svenska klassiker. Norstedts Förlagsgrup. Läst 12
3. ↑  Bert Arkiverad 26 oktober 2011 hämtat från the Wayback Machine.
4. ↑  ”Viveca Lärn”. Arkiverad från originalet den 26 september 2011. https://web.archive.org/web/20110926012117/http://www.vivecalarn.com/litteraturlista.htm. Läst 21 mars 2011.
5. ↑  ”Alfons Åberg”. Arkiverad från originalet den 8 december 2012. https://web.archive.org/web/20121208044934/http://www.alfons.se/fakta_bok_alfons.asp. Läst 21 mars 2011.
6. ↑  Sune Arkiverad 26 oktober 2011 hämtat från the Wayback Machine.
7. ↑  Tuva-Lisa Arkiverad 18 augusti 2010 hämtat från the Wayback Machine.